# ساختمان جهان نیویورک
ساختمان جهان نیویورک یک آسمان‌خراش واقع در ایالت نیویورک، ایالات متحده آمریکا با ۲۰ طبقه بود. ساخت و ساز این ساختمان ۱۸۸۹ شروع شد و ۱۸۹۰ به پایان رسید. این بنا در سال ۱۹۵۵ برای عریض کردن دهانه پل بروکلین تخریب شد. 